# Корнуолл (остров)
Корнуолл (англ. Cornwall Island) — остров Канадского Арктического архипелага. Относится к группе островов Королевы Елизаветы. В настоящее время остров необитаем (2012).

## География

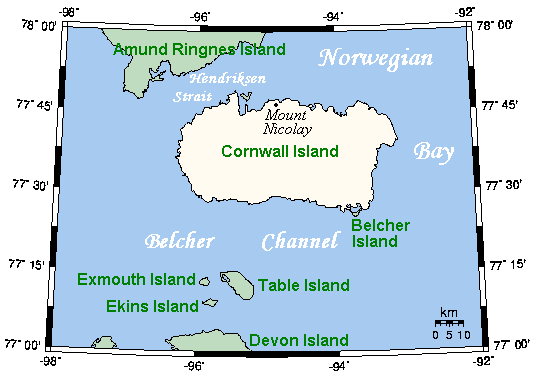

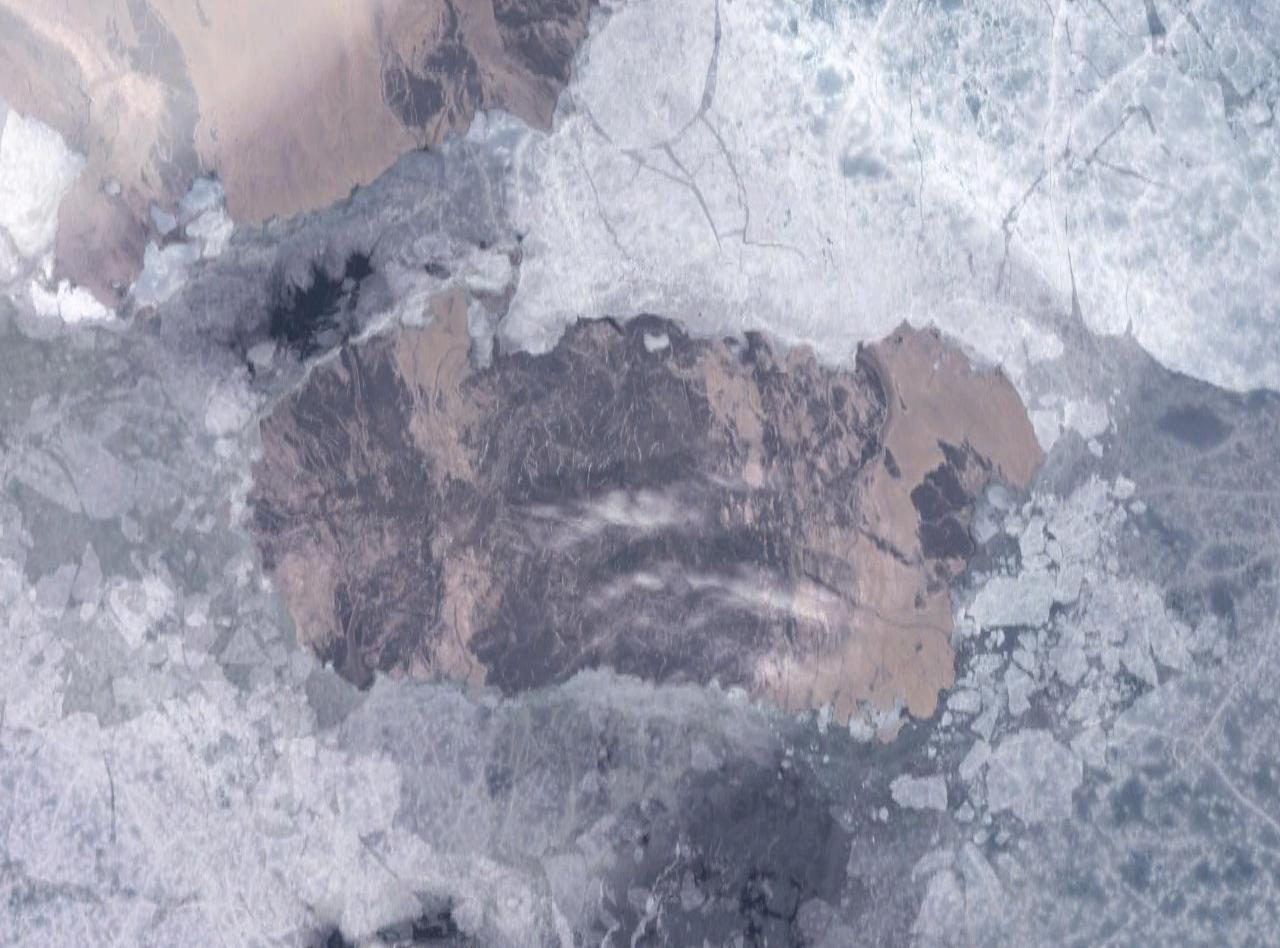
Остров Корнуолл. Аэрокосмический снимок NASA

Площадь острова составляет 2358 км², он занимает 12-е место по площади среди островов Королевы Елизаветы, длина береговой линии 311 километров.
Остров расположен в центральной части Островов Королевы Елизаветы. Остров находится в 13 км от южного побережья острова Амунд-Рингнес, от которого отделён проливом Хендриксен и в 45 км к северу от полуострова Гриннелл острова Девон, от которого отделён проливом Белчер.
Прямоугольный по форме остров протянулся с востока на запад на 78 км, и с севера на юг на 37 км. По высоте остров делится на три части, западная часть низкая, средняя высота составляет 10 — 50 метров над уровнем моря, затем рельеф плавно повышается к центру до уровня 75 — 200 метров, затем высота также плавно понижается к востоку.

## История
Эдвард Белчер первым посетил остров 30 августа 1852 года во время своего путешествия по поиску Северо-западного прохода из Атлантического в Тихий океан.